# China Resources

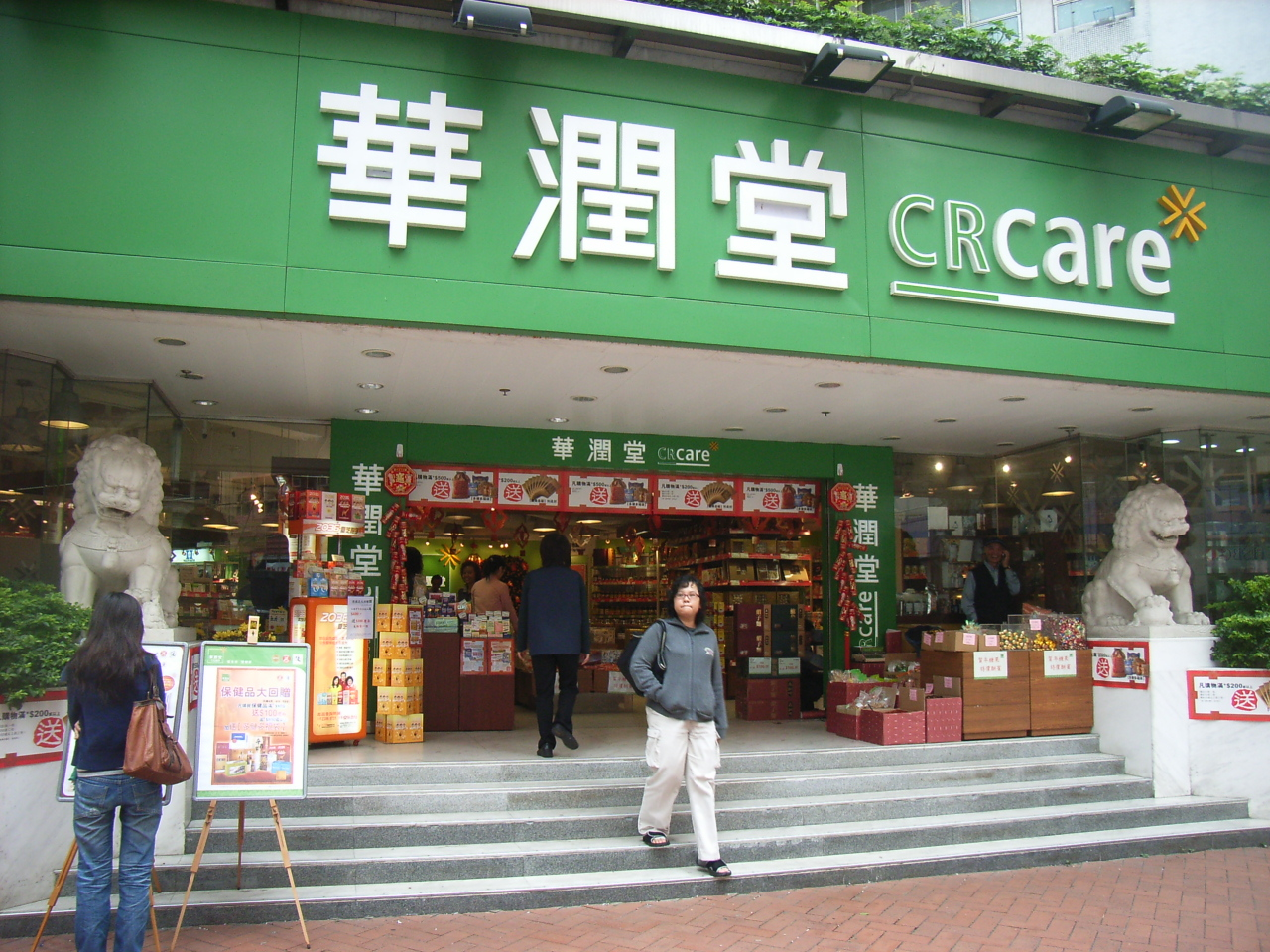
CR Care shop, Whampoa Garden, Hongkong

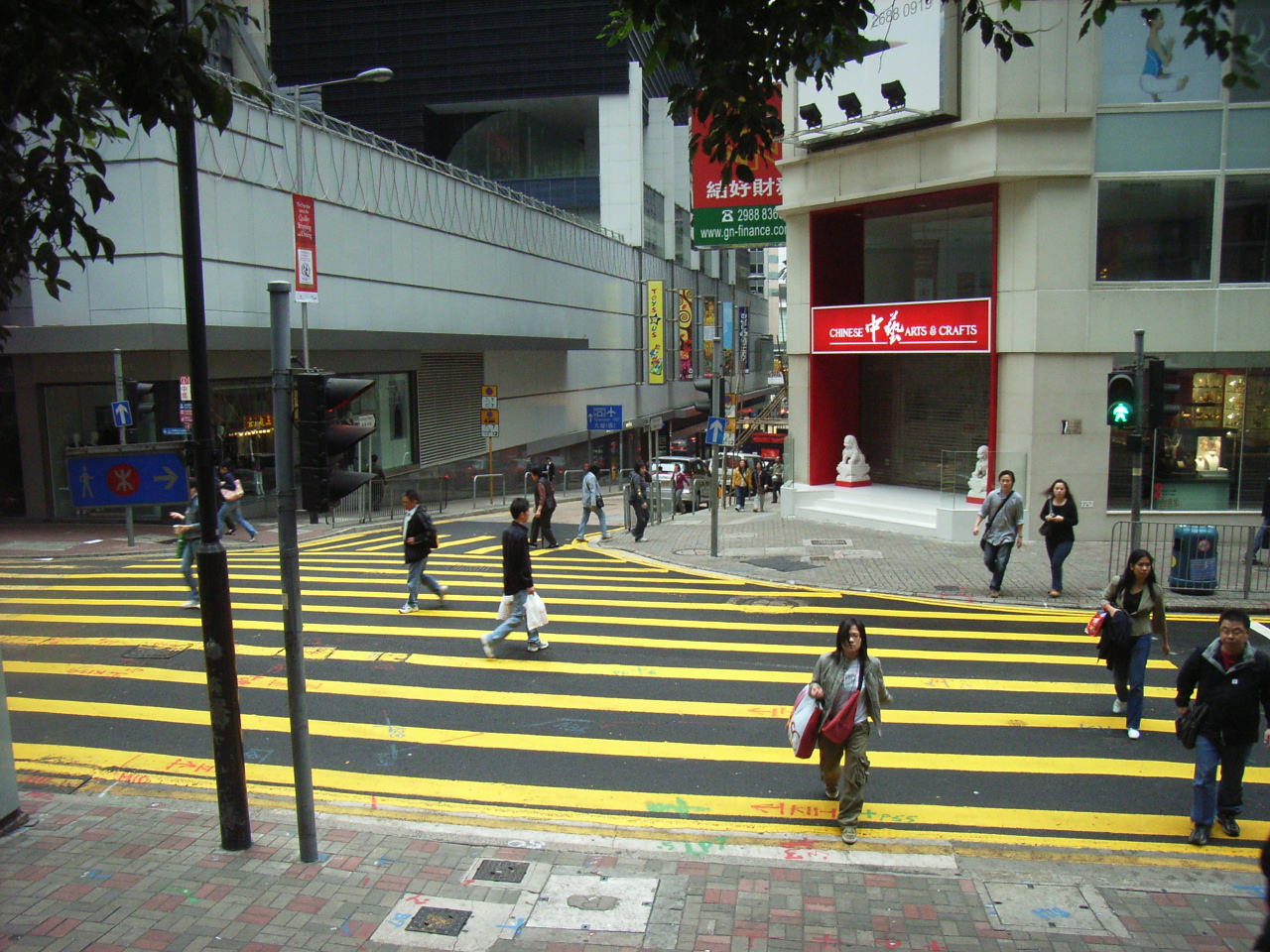
Chinese Arts and Craft (CR Retail), Pottinger Street, Hongkong

China Resources (Holdings) Co., Ltd. (abgekürzt: CRC; chinesisch 華潤(集團)有限公司, Pinyin Huárùn (jítuán) yǒuxiàn gōngsī) ist ein chinesisches Unternehmen mit Firmensitz in Hongkong. Mehrere Tochtergesellschaften der Holding sind an der Hong Kong Stock Exchange gelistet: China Resources Enterprise (CR Enterprise, im Hang Seng Index), China Resources Land (CR Land, ebenfalls im Hang Seng Index), China Resources Logic (CR Logic) und China Resources Power Holdings (CR Power, ebenfalls im Hang Seng Index).
CRC begann 1938 unter dem Firmennamen Liow & Company und änderte den Namen 1948 in China Resources Company. 1983 wurde das Unternehmen zur China Resource (Holdings) Company Limited umgewandelt, das in mehreren Sektoren tätig ist. China Resources ist als Mischkonzern über seine Tochterunternehmen unter anderem in den Bereichen Logistik, Immobilien, Brauerei, Nahrungsmittel, Einzelhandel, Maschinenbau, Petrochemie, Bau, Energie und Mikroelektronik tätig.
Folgende Tochtergesellschaften gehören unter anderem zum Unternehmen:
- Immobilien:
  - China Resources Land Limited (CR Land)
  - China Resources Properties (Hong Kong) Limited (CREP)
  - China Resources Property Limited (CR Property)
  - China Resources Construction (Holdings) Limited (CR Construction)
  - Beijing China Resources Building Co., Ltd. (Beijing CR Building)
  - China Resources Shanghai Co., Ltd. (CR Shanghai)
  - China Resources Shenzhen Co., Ltd. (CR Shenzhen)
  - All Seasons Property Co., Ltd. (All Seasons Property)
- Nahrungsmittel:
  - Ng Fung Hong Limited (NFH)
- Brauerei:
  - China Resources Breweries Limited (CR Breweries)
- Petrochemie:
  - China Resources Petrochems (Group) Co., Ltd. (CR Petrochems)
- Einzelhandel:
  - China Resources Vanguard Co., Ltd. (CR Vanguard)
  - China Resources Retail (Group) Co., Ltd. (CR Retail)
  - China Resources Logistics (Holdings) Co., Ltd. (CRC Logistics)
- Textilien:
  - China Resources Light Industries and Textiles (Holdings) Limited (CR Light Industries & Textiles)
- Zement:
  - China Resources Cement Holdings Limited (CR Cement)
- Energie:
  - China Resources Power Holdings Co., Ltd. (CR Power)
- Halbleiter:
  - China Resources Microelectronics (Holdings) Limited (CR Microelectronics)
- Andere:
  - China Resources (Shenyang) Sanyo Compressor Co., Ltd. (CR Sanyo)
  - Teck Soon Hong Ltd.
  - China Resources Machinery and Minmetals (Holdings) Co., Ltd. (CR Machinery & Minmetals)